# Мала Вільшанка (Голованівський район)
Мала́ Вільша́нка — село в Україні, у Вільшанській селищній громаді Голованівського району Кіровоградської області. Населення становить 350 осіб. Колишній орган місцевого самоврядування — Маловільшанська сільська рада.

## Географія
У селі бере початок річка Стінкувата, ліва притока Сухого Ташлика.

## Історія заснування
Раніше на цьому місці був неораний пустинний степ. Росли трави, а по вологих місцях — очерет, осока. Гніздилися весною перелітні птахи. А за селом, метрів 100 нижче від теперішньої дороги, що веде на Лису Гору, лежав чумацький шлях, що тягнувся із Києва до самого Криму.
Це був єдиний засіб постачання у ті часи, але й доставлене рідко попадало кріпакам Київщини, воно коштувало дорого.

### Перші поселенці
І ось в 1887 появилися перші люди.
Це були Григор'єв Семен, Степанов Гаврило, Бондар Іван, Черниш Іван, Абажей Лука, Дегтяренко Яким, Бондар Микита. Звідки взялися ці люди?
У 1768 році Османська імперія, підбурена Францією, оголосила війну Російській імперії. Російський уряд запропонував у ці роки ряду народів Західної Європи поселитися на малозаселених південних степах Малоросії. 400 родин болгар виїхало з Болгарії, поселилися у Вільшанці, а через деякий час окремі сім'ї почали переселятися на ці незайняті степи на території Олексіївки.
Через рік-два з Київської губернії через малоземельність і утиски поміщиків прибула група селян: Янковський Володимир, Лобанова (вдова), Семенюк Пилип та інші. Люди почали будувати хатки, оселятися постійно. Лісоматеріалу не вистачало. Царський уряд та  поміщики не думали про задоволення потреб народу, їм треба було розселити селян з Київської губернії, де часто виникали бунти.
Масове переселення з Київської губернії відбулося 1894 року. В цьому ж році особливо розширилася Мала Вільшанка.
У 1909 році по Столипінській реформі багато жителів Вільшанки переселилися сюди назавжди. Суть цієї реформи полягала в тому, щоб виселяти селян з густозаселених районів на відрізки, відруби, створити невеличкі села і хутори з заможних селян, на які уряд міг би покластись.
Смертність серед людей, а особливо серед дітей була великою. З 10 народжених дітей 3-4 помирало. Не було в селі й крамниці.
Селянські господарства були малоземельними. А навкруги розкинулись безмежні поля поміщиків Сінькевичів, Ревуцького, Шебекова.
Селяни змушені були орендувати землю в поміщиків за плату, вигідну для поміщика. А за користування клаптиками землі платили великі податки в державну казну. Велика частина селян пішла в найми до панських економій, особливо до Миколи і Павла Сінькевичів.
Своєю жорстокістю і нелюдським ставленням особливо виділявся поміщик Павло Сінькевич, маєток якого був біля ставу в селі Воробйова.
Наступала революція 1905-1907 року, яка охопила майже всю Російську імперію.
В містах страйкували робітники. «Геть владу царя!» проголошували вони. Селяни відбирали поміщицькі землі, палили панські маєтки. А Павло Сінькевич намагався утримати свою владу жорстокістю і грубим розгулом.
З того часу, як заселилося село, шляхом сполучення між Малою Вільшанкою і Воробйовою була вузенька стежечка через поле Павла Сінькевича. А це надумав він заборонити селянам ходити по його землі.

### Українська революція
В 1917 році село входить до складу Української Народної Республіки.
Внаслідок поразки Перших визвольних змагань село надовго окуповане більшовицькими загарбниками.

### Перша радянська окупація (1920—1941)
Селяни одержали землю, але багато господарств були бідними, не було худоби та с/г інвентаря. Тому в 1928-1929 роках почались організовуватись товариства по спільній обробці землі, а під кінець 1929 року організувались колгоспи.
Перші колгоспи були дрібними. На території пізнішого колгоспу ім. Ватутіна спершу було три колгоспи: «Радскотар» (пізніше «Радянська Україна»), «Червона зірка» і «Нове життя». Створення колгоспів українське селянство зустрічало з величезним опором. Для упокорення українців Сталін у 1932—1933 розпочав геноцид, яким було вбито за різними оцінками від 3 до 10 мільйонів українців тільки на території тогочасної Української Соціалістичної Радянської Республіки.

### Німецько-радянська війна та німецька окупація (1941—1943)
В день початку німецько-радянської війни директор школи Макаренко І.Ф збирався вручити перші свідоцтва про закінчення семирічки 43 учням — випускникам. До школи зійшлися всі жителі села, прибули гості з району. Батьки готувалися до випуску цілий тиждень, він мав перетворитися у всенародне гуляння.
Багато жителів Малої Вільшанки брали участь у війні в складі військових формувань СРСР. Це підполковник Осецький І. М., полковники Волков Г. В. і Волков І. В., капітан Шурко В. С., капітан-лікар Лавринчук В. І., старшина Бондар І, Ю., медпрацівники Калинчук М. Ф. і Чабанова Н. А., комуністи Паскаль Д. М., Касьяненко Л. М., Петров П. К., Цоток Микола, Куцаров С. Ф. учасники оборони Ленінграда Сарданов В. Д. Даніленко І. Є., старший лейтенант Калинчук І. Ф.
Чимало жителів села загинуло на фронті. Це Лавринчук Олексій і Микола — офіцери Червоної Армії, Волков Леонід і Микола, Цуркан Михайло, Ліщенко Олексій, Янченко Олександр, Бондар Іван, Абажей Іван та інші.
Гітлерівці розстріляли Лавринчука Івана, Бондаря Миколу, Жирова Павла, Янченка Івана, Лавринчука Миколу. Чимало молодих юнаків і дівчат, насильно вигнані на каторжні роботи в Німеччину, не повернулися додому.

### Друга радянська окупація (1943—1991)
У червні 1950 року на загальних зборах колгоспників трьох колгоспів «Радянська Україна», «Червона зірка», «Нове життя» було вирішено укрупнити колгосп, тобто об'єднати ці маленькі колгоспи в одне велике господарство. Найменували колгосп іменем Ватутіна. Головою колгоспу було обрано Дмитра Михайловича Паскаля.

### Незалежна Україна
З 24 серпня 1991 року село входить до складу незалежної України.

## Населення
Згідно з переписом УРСР 1989 року чисельність наявного населення села становила 394 особи, з яких 175 чоловіків та 219 жінок.
За переписом населення України 2001 року в селі мешкали 402 особи.

### Мова
Розподіл населення за рідною мовою за даними перепису 2001 року:
| Мова       | Відсоток |
| ---------- | -------- |
| українська | 78,66 %  |
| болгарська | 6,95 %   |
| молдовська | 6,70 %   |
| вірменська | 1,49 %   |
| білоруська | 0,99 %   |
| російська  | 0,99 %   |
| інші       | 4,22 %   |